# August Neutzler
August Neutzler (* 1. Oktober 1867 in Grulich (Králíky), Böhmen; † 11. Juni 1950 in Klagenfurt) war ein österreichischer Politiker der Sozialdemokratischen Arbeiterpartei (SdP) und Landeshauptmann-Stellvertreter von Kärnten.

## Ausbildung und Beruf
Nach dem Besuch der Bürgerschule in Grulich ging er an eine Berufsschule und lernte den Beruf des Schuhmachers. Im Jahr 1895 wurde er Beamter der Bezirkskrankenkasse in Grulich. Ab 1900 hatte er eine Tätigkeit in der Allgemeinen Arbeiterkrankenkasse in Ferlach.
Er wurde am Zentralfriedhof Annabichl in Klagenfurt begraben, das Grab wurde mittlerweile aber aufgelöst.

## Politische Funktionen
- 1919–1923: Mitglied der Landesregierung Lemisch I und der Landesregierung Gröger
- 1918–1930: Abgeordneter zum Kärntner Landtag (Provisorische Landesversammlung, 12., 13. und 14. Gesetzgebungsperiode), SDAP
- 1919–1921 und 1923–1932: Landeshauptmann-Stellvertreter von Kärnten

## Politische Mandate
- 1. Dezember 1920 bis 6. November 1923: Mitglied des Bundesrates (I. Gesetzgebungsperiode), SdP